# Božidar Maljković
Božidar Maljković, detto Boža (in serbo Божидар Маљковић?; Otočac, 20 aprile 1952), è un allenatore di pallacanestro serbo.

## Carriera
Ha guidato la Slovenia a due edizioni dei Campionati europei (2011, 2013).

## Palmarès

### Squadra

#### Titoli nazionali
- YUBA liga: 3

Spalato: 1987-88, 1988-89, 1989-90
- Campionato francese: 2

CSP Limoges: 1992-93, 1993-94
- Campionato spagnolo: 1

Real Madrid: 2004-05
- Coppa di Jugoslavia: 1

Spalato: 1990
- Copa del Rey: 1

Barcellona: 1991
- Coppa di Francia: 2

CSP Limoges: 1994, 1995
- Coppa di Grecia: 1

Panathinaikos Atene: 1995-96

#### Titoli internazionali
- Coppa dei Campioni: 4

Spalato: 1988-89, 1989-90
CSP Limoges: 1992-93
Panathinaikos Atene: 1995-96
- Coppa Korać: 1

CB Málaga: 2000-01
- Coppa Intercontinentale: 1

Panathinaikos Atene: 1996

### Individuale
- Miglior allenatore della LNB Pro A: 2

CSP Limoges: 1992-93, 1993-94